# Pierre Pidoux

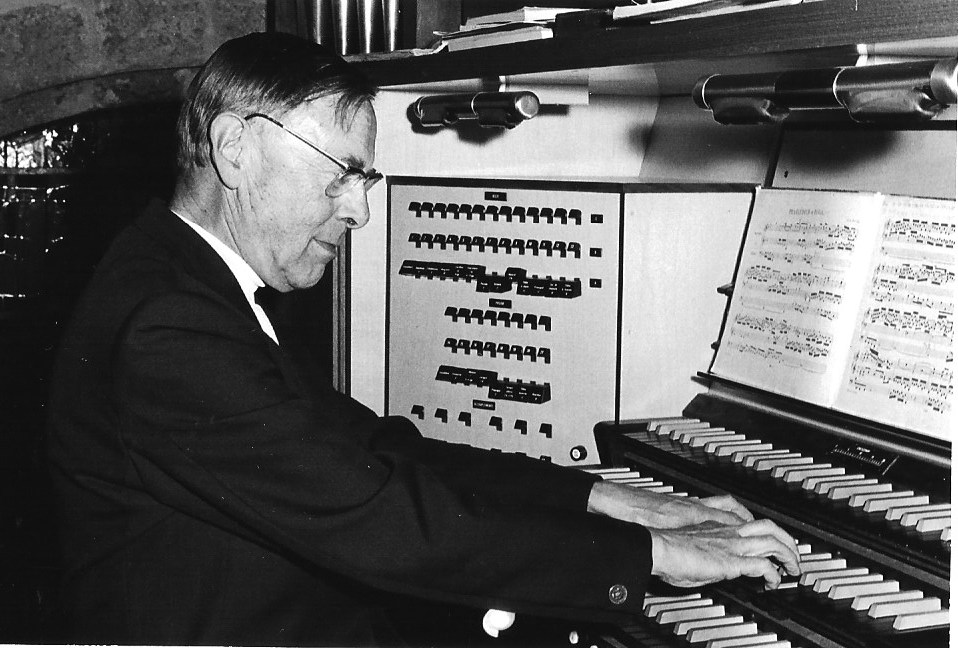
Pierre Pidoux an der Orgel von St. Vincent in Montreux 1980

Pierre Pidoux (* 4. März 1905 in Neuenburg; † 16. Juli 2001 in Genf) war ein Schweizer evangelischer Kirchenmusiker und Musikwissenschaftler.

## Leben

### Familie
Pierre Pidoux war der Sohn des Pfarrers Louis-Samuel Pidoux (* 7. Januar 1878 in Burtigny, † 15. April 1953 in Pully), der seit 1906 in Belgien tätig war, und dessen Ehefrau, die Lehrerin Marguerite (* 19. Mai 1878 in St. Blaise; † 23. April 1966 in Montreux), Tochter von Frédéric Edmond d’Epagnier (1852–1930). Er wuchs in Forel-sur-Lucens auf und hatte vier Geschwister; zu diesen zählen der Schriftsteller Edmond Pidoux (1908–2004) und der Maler Bernard Pidoux (1911–2012), Vater des Malers und Schriftstellers Gil Pidoux (* 1938).
Pierre Pidoux war seit 1949 mit Gertrude, Tochter des Lithografen Heinrich Burger, verheiratet.

### Werdegang
Während des Ersten Weltkriegs wurde Pierre Pidoux mit seinem Bruder von Belgien in die Schweiz zurückgesandt und verbrachte seine Kindheit und Jugend in Forel-sur-Lucens und besuchte das Gymnasium in Lausanne. Er immatrikulierte sich zu einem Theologiestudium an der Theologischen Fakultät der Freien Evangelischen Kirche in Lausanne.
Von 1930 bis 1932 war er Pfarrer in Winterthur und promovierte 1932 mit seiner Dissertation über Albert Pighius an der Theologischen Fakultät der Freien Evangelischen Kirche in Lausanne zum Lizenziat in Theologie. Darauf wechselte er als Organist an die Église des Terreaux in Lausanne und blieb dort bis 1948. In dieser Zeit studierte er, nach einem längeren Aufenthalt in Glasgow, von 1933 bis 1936 bei William Montillet (1879–1940) Musik am Genfer Konservatorium und beendete das Studium mit einem Orgeldiplom. Von 1948 bis 1980 war er Organist in Montreux.
1946 wurde er als Lehrbeauftragter für Hymnologie an die freikirchliche Fakultät nach Lausanne berufen und war bis 1965 in diesem Lehramt tätig. Er gehörte der Freikirche des Kantons Waadt (heute: Église Évangélique Réformée du canton de Vaud) an.

### Berufliches und musikalisches Wirken
Die Arbeit von Pierre Pidoux war überwiegend der Hymnologie, der Musikwissenschaft und der Lehre gewidmet.
1929 gründete er den Johann-Sebastian-Bach-Chor in Lausanne und war von 1932 bis 1948 dessen Dirigent.
1932 war er Mitbegründer der Société des Concerts de la Cathédrale de Lausanne sowie Gründer der Sammlung für protestantische Musik bei Edition Foetisch Frères in Lausanne und 1954 der geistlichen Musikserie Cantate Domino, die er auch als Redaktor leitete.
Er gab zahlreiche Partituren heraus, darunter von 1967 bis 1983 das Gesamtwerk von Claude Goudimel. Sein Hauptwerk wurde 1962 der zweibändige Le Psautier Huguenot («Der Hugenottenpsalter»), dem er sich 1980 nochmals zuwendete. Er organisierte im Rahmen der Musikkommission der reformierten Kirche des Kantons Waadt zahlreiche Kurse und Seminare über Kirchenmusik und arbeitete auch am Genfer Psalter von 1976 mit.
Pierre Pidoux komponierte etwa hundert Werke für Orgel; sein Bruder Edmond unterstützte seine Kompositionen als Textdichter.

## Ehrungen und Auszeichnungen
- 1965: Dr. h. c. der Theologischen Fakultät der Universität Lausanne.[8]
- 1964: Dent-Medaille der Royal Musical Society[9][10][11]

## Publikationen

### Schriften (Auswahl)
- Albert Pighius de Kampen, adversaire de Calvin, 1490–1542: Contribution à l’histoire de leur controverse sur les doctrines du libre arbitre et de la prédestination.  Lausanne 1932.
- Clément Marot; Theodorus Beza; Claude Goudimel; Pierre Pidoux: Les pseaumes mis en rime françoise. Bärenreiter, Kassel 1935.
- Notes sur quelques éditions des psaumes de Claude Goudimel. In: Revue de musicologie. Nr. 42, 1958, S. 184–192.
- Le Psautier Huguenot.
  - Band 1. Bärenreiter, Basel 1962.
  - Band 2. Bärenreiter, Basel 1962.
- Vierhundert Jahre Goudimel-Psalmen. In: Musik und Gottesdienst. Nr. 19, 1965, S. 141–155.
- Polyphonic settings of the Genevan Psalter: Are they church music? St. Louis 1967.
- Essai sur les origines des mélodies des psautier Huguenot, Edition Cantate Domino, Monthey 1979.
- Vom Ursprung der Genfer Psalmweisen. Gotthelf-Verlag, Zürich 1986. (Deutsche Übersetzung: Markus Jenny)
- History of the Genevan Psalter. In: Reformed Music Journal. 1989.
- Découvrir les vins du Jura. Editions Cabédita, Yens / Morges 1993.
- Théodore de Bèze; Clément Marot; Pierre Pidoux: Les Psaumes en vers français avec leurs mélodies. Librairie Droz, Genf 2008 (Neuausgabe).

## Musikalien (Auswahl)
- Noëls. Edition Fœtisch, Lausanne 1936.
- Petite cantate pour l’Epiphanie Noël: Pour 1 voix, choeur mixte et orgue ou piano. Fœtisch, Lausanne 1943.
- Heinrich Schütz; Louis-Samuel Pidoux; Pierre Pidoux: Dieu, notre Père, prépare-nous = O lieber Herr Gott, wecke uns auf: petit concert spirituel pour deux voix égales et orgue. Fœtisch, Lausanne 1944.
- Rezitative und Arien mit Generalbass. Bärenreiter-Verlag, Kassel / Basel 1948.
- Orgel- und Klavierwerke. Bärenreiter-Verlag, Kassel / Basel 1949.
- Girolamo Frescobaldi; Pierre Pidoux: Das erste Buch der Toccaten, Partiten usw. (1637). Bärenreiter, Kassel 1949.
- Girolamo Frescobaldi; Pierre Pidoux: Das zweite Buch der Toccaten, Canzonen usw. (1637). Bärenreiter, Kassel 1957.
- Arien für 1 Altstimme mit obligater Orgel. Bärenreiter-Verlag, Kassel / Basel 1950.
- Canzonen 1592 für Orgel und andere Tasteninstrumente. Bärenreiter-Verlag, Kassel / Basel 1954.
- Psalmenbearbeitungen für Orgel (1659). Bärenreiter-Verlag, Kassel / Basel 1954.
- Girolamo Frescobaldi; Pierre Pidoux: Fiori musicali (1635). Bärenreiter, Kassel 1954.
- Les psaumes d’Antoine de Mornable, Guillaume Morlaye et Pierre Certon, (1546, 1554, 1555). Neuilly-sur-Seine: Société de musique d'autrefois, 1957.
- Girolamo Frescobaldi; Pierre Pidoux:  Das erste Buch der Capricci, Ricercari und Canzoni (1626). Bärenreiter, Kassel 1957.
- Girolamo Frescobaldi; Pierre Pidoux: Fantasie (1608) und Canzoni alla Francese (1645). Bärenreiter, Kassel 1957.
- Six préludes de chorals pour orgue. Assoc. des organistes et maîtres de chapelle protestants romands, Leysin 1959.
- Jean Calvin; Pierre Pidoux: La forme des prières et chants ecclésiastiques: Liturgie et recueil de chants. Bärenreiter-Verlag, Kassel / Basel 1959.
- Pierre Pidoux; Théodore de Bèze: Aie pitié, aie pitié de moi: Psaume 57. Cantate Domino, Genf 1959.
- Andrea Gabrieli; Pierre Pidoux: Ricercari für Orgel. Bärenreiter, Kassel 1960.
- Noé Faignient; Théodore de Bèze; Pierre Pidoux: Jamais ne cesserai: Psaume 34. Ed. ouvrières, Paris 1960.
- Pierre Pidoux; Edmond Pidoux: Psaume 65: O Dieu, la gloire qui t’est dûe (texte: Th. de Bèze); mélodie de Lausanne, avant 1565; harmonisation pour choeur mixte. Cantate Domino, Genf 1960.
- Pierre Pidoux; Edmond Pidoux: Psaume 146: Sus, mon âme, qu’on bénie (texte: Th. de Bèze); mélodie de Lausanne, 1565; harmonisation pour choeur mixte. Cantate Domino, Genf 1960.
- Thomas Campion; Clément Marot; Pierre Pidoux: D'où vient cela, Seigneur, je te suppli' Psaume 10: Choeur mixte. Les Editions ouvrières, Paris 1960.
- Clément Janequin; Clément Marot; Pierre Pidoux: A toi, mon Dieu, mon coeur monte: Psaume 25: Choeur mixte. Les Ed. ouvrières, Paris 1960.
- Pierre Pidoux; Bénédict Pictet: Cantique de Marie: magnificat: mélodie du Ps. 8: choeur mixte. Cantate Domino, Genf 1963.
- Saint envoyé du Père, je viens à vous. Cantate Domino, Genf 1965.
- Pierre Pidoux; Louis-Samuel Pidoux: Nos coeurs te rendent grâces (Helft mir Gotts Güte preisen). Cantate Domino, La Tour-de-Peilz 1965.
- Pierre Pidoux; Georges Pucher: Partita pour chœur mixte et orgue «Voici vers nous s’avance» - «Es kommt ein Schiff geladen». Montreux 1966.
- Pierre Pidoux; Edmond Pidoux: Le tombeau vide: Chœur mixte et orgue. Sur le choral «Jesus Christus, unser Heiland, der den Tod überwand». Territet, 1968.
- Variations sur le choral «Durch Adams Fall» : Pour orgue. Territet 1968.
- Pierre Pidoux, Eugène  Bersier: Jésus au nom saint et doux. Selbstverlag, Territet 1968.
- Claude Goudimel; Pierre Pidoux: Les 150 psaumes: d’après les éditions de 1568 et 1580. The Institute of Mediæval Music, New York 1969.
- Johann Hermann Schein; Pierre Pidoux: Il a paru, le jour béni: concert spirituel pour 2 voix et orgue = Erschienen ist der herrliche Tag. Cantate Domino, Genf 1970.
- Pierre Pidoux; Edmond Pidoux: En toi mon Dieu je me suis retiré: Ps. 31: choeur mixte. Cantate Domino, Genf 1971.
- Claude Goudimel; Pierre Pidoux: Chansons (profanes et spirituelles). The Institute of Mediæval Music, New York / Société suisse de musicologie, Basel cop. 1972.
- Claude Goudimel; Luther Albert Dittmer; Pierre Pidoux: Cinquième livre des psaumes en forme de motets d’après les éditions de 1562 et 1566. The Institute of Mediæval Music, New York / Société suisse de musicologie, Basel cop. 1972.
- Nun komm’ der Heiden Heiland: 6 variations pour orgue. Edition Cantate Domino, Corbeyrier 1975.
- Andreas Hammerschmidt; Pierre Pidoux: Es danken dir, Gott, die Völker: Psalm 67, 5–8. Solokantate für Tenor, 2 Violinen und Basso continuo. Bärenreiter, Kassel / Basel 1975.
- Dix préludes de chorals: pour orgue. Edition Cantate Domino, Corbeyrier 1975.
- Pièces brèves d'auteurs anciens: orgue. Edition Cantate Domino, Corbeyrier 1975.
- Partita sopra «Befiehl du deine Wege». W. R. Ritter, Wängi / Dübendorf 1976.
- Marc’Antonio Ingegneri; Pierre Pidoux: Super flumina Babilonis: chœur mixte a cappella. Edition Cantate Domino, Monthey 1980.
- Vingt-quatre préludes de chorals pour orgue. Edition Cantate Domino, Monthey 1980.
- Claude Goudimel; Pierre Pidoux; Máire Egan: Opera dubia. Institute of Mediaeval Music, New York 1983.
- Théodore de Beze; Lois Budé; Pierre Pidoux: Psaumes mis en vers français (1551–1562) accompagnés de la version en prose de Loïs Budé. Droz, Genf 1984.
- Simon Lohet; Pierre Pidoux: Compositions pour orgue. Edition Cantate Domino, Lausanne  1988.
- Pierre Pidoux; Edmond Pidoux: Seigneur je veux garder: Psaume 131. Edition Cantate Domino, La Tour-de-Peilz / J.-Ch. Frochaux, Fleurier 1993.
- Thomas Campion; Clément Marot; Pierre Pidoux: Or sus, serviteurs du Seigneur: Psaume 134. Edition Cantate Domino, La Tour-de-Peilz / J.-Ch. Frochaux, Fleurier 1993.
- Bicinia, sive, Duo Germanica ad aequales: dütsche Psalmen unnd andre Lieder. Genf 1998.
- Livre d’orgue: recueil de 122 chorals composés entre 1944 et 1947. Editions Cantate Domino, Fleurier 2005.